# Balint Kopasz
Balint Kopasz   (Szeged, Hongria, 20 de juny de 1997) és un piragüista hongarès que competeix en la modalitat d'aigues tranquil·les.
Kopasz ha participat en 2 Olimpíades, guanyant 1 medalla d'or en els Jocs Olímpics de Tòquio 2020. A més, ha guanyat 6 medalles (4 d'or) en els Campionats del Món, 2 medalles d'or en els Jocs Europeus i 8 medalles (4 d'or) en els Campionats d'Europa.

## Trajectòria professional
| Jocs Olímpics      | Jocs Olímpics    | Jocs Olímpics | Jocs Olímpics |
| Any                | Seu              | Posició       | Categoria     |
| ------------------ | ---------------- | ------------- | ------------- |
| 2016               | Rio de Janeiro   | 10a posició   | K-1 1000m     |
| 2020               | Tòquio           | 1             | K-1 1000m     |
| Campionat del Món  |                  |               |               |
| 2017               | Racice           | 10a posició   | K-1 500m      |
| 2017               | Racice           | 5a posició    | K-1 1000m     |
| 2018               | Montemor-o-Velho | 4a posició    | K-1 1000m     |
| 2019               | Szeged           | 1             | K-1 1000m     |
| 2021               | Copenhaguen      | 2             | K-1 1000m     |
| 2021               | Copenhaguen      | 4a posició    | K-2 500m      |
| 2021               | Copenhaguen      | 9a posició    | K-4 500m      |
| 2022               | Dartmouth        | 1             | K-1 1000m     |
| 2022               | Dartmouth        | 1             | K-2 500m      |
| 2023               | Duisburg         | 1             | K-1 500m      |
| 2023               | Duisburg         | 2             | K-2 500m      |
| Jocs Europeus      |                  |               |               |
| 2019               | Minsk            | 1             | K-1 1000m     |
| 2019               | Minsk            | 1             | K-1 5000m     |
| Campionat d'Europa |                  |               |               |
| 2016               | Moscou           | 3             | K-1 1000m     |
| 2017               | Plòvdiv          | 3             | K-1 500m      |
| 2017               | Plòvdiv          | 3             | K-1 1000m     |
| 2018               | Belgrad          | 9a posició    | K-1 500m      |
| 2018               | Belgrad          | 2             | K-1 1000m     |
| 2021               | Poznan           | 1             | K-1 500m      |
| 2021               | Poznan           | 1             | K-1 1000m     |
| 2022               | Múnic            | 1             | K-1 1000m     |
| 2022               | Múnic            | 1             | K-2 500m      |